# سیارک ۱۹۴۲۱
سیارک ۱۹۴۲۱ (به انگلیسی: 19421 Zachulett، نامگذاری:1998FD56) نوزده هزار و چهارصد و بیست و یکمین سیارک کشف شده‌است که در ۲۰ مارس ۱۹۹۸ کشف شد.
قدر مطلق سیارک برابر ۱۷.۸ است.